# Volcano (альбом Temples)
| Совокупная оценка | Совокупная оценка |
| Источник          | Оценка            |
| ----------------- | ----------------- |
| Metacritic        | 72/100            |
| Оценки критиков   |                   |
| Источник          | Оценка            |
| AllMusic          | [ 2 ]             |
| Clash             | 8/10              |
| Exclaim!          | 8/10              |
| The Guardian      | [ 6 ]             |
| The Independent   | [ 7 ]             |
| NME               | [ 8 ]             |

«Volcano» — второй студийный альбом английской рок-группы Temples, выступающей в жанре психоделический рок. Альбом записан в 2016 году на студии Fat Possum и выпущен 3 марта 2017 года лейблом Heavenly Recordings.

## Список композиций
Слова и музыка всех песен — Джеймс Бэгшоу и Томас Вормсли.
| №                   | Название                     | Длительность |
| ------------------- | ---------------------------- | ------------ |
| 1.                  | «Certainty»                  | 4:24         |
| 2.                  | «All Join In»                | 4:08         |
| 3.                  | «(I Want to Be Your) Mirror» | 4:46         |
| 4.                  | «Oh the Saviour»             | 3:45         |
| 5.                  | «Born into the Sunset»       | 4:46         |
| 6.                  | «How Would You Like to Go?»  | 3:35         |
| 7.                  | «Open Air»                   | 4:46         |
| 8.                  | «In My Pocket»               | 3:03         |
| 9.                  | «Celebration»                | 4:19         |
| 10.                 | «Mystery of Pop»             | 3:24         |
| 11.                 | «Roman Godlike Man»          | 3:50         |
| 12.                 | «Strange or Be Forgotten»    | 4:08         |
| Общая длительность: | Общая длительность:          | 52:48        |

## Участники записи
В записи альбома принимали участие музыканты «Temples»:
- Джеймс Бэгшоу — вокал, гитара
- Адам Смит — ритм-гитара, клавиши, бэк-вокал
- Томас Вормсли — бас, бэк-вокал
- Сэмюел Томс — ударные

## Чарты
| Чарт (2017)                                  | Позиция |
| -------------------------------------------- | ------- |
| Бельгия/Фландрия (Ultratop)                  | 139     |
| Бельгия/Валлония (Ultratop)                  | 47      |
| Нидерланды (Album Top 100)                   | 69      |
| Германия (Offizielle Top 100)                | 81      |
| Шотландия (Scottish Albums Chart)            | 35      |
| Великобритания (UK Albums Chart)             | 23      |
| Великобритания (UK Independent Albums Chart) | 6       |